# Tršanovci
Tršanovci (en serbe cyrillique : Тршановци) est un village de Serbie situé dans la municipalité de Brus, district de Rasina. Au recensement de 2011, il comptait 579 habitants.

## Démographie
| 1948 | 1953 | 1961 | 1971 | 1981 | 1991 | 2002 | 2011 |
| ---- | ---- | ---- | ---- | ---- | ---- | ---- | ---- |
| 296  | 116  | 277  | 269  | 299  | 575  | 578  | 579  |

|  |